# Lisa, la reine de beauté
Lisa, la reine de beauté (Lisa the Beauty Queen) est le 4e épisode de la saison 4 de la série télévisée Les Simpson.

## Résumé
Lors d'une kermesse organisée en ville, un dessinateur fait une caricature de Lisa. Ce dessin qui a fait rire plusieurs personnes rend Lisa très triste. Elle est persuadée qu'elle n'est pas belle et déprime. Homer, qui trouve que sa fille est particulièrement jolie, ne veut pas qu'elle se fasse du mal pour une simple caricature. Pour lui prouver qu'elle est jolie, il décide de l'inscrire à un concours de beauté. L'inscription coûte 250 $ et pour la payer, il revend le billet qu'il avait gagné pour un voyage dans le dirigeable Duff. Lisa qui ne voulait pas y participer au début change d'avis lorsqu'elle apprend qu'Homer a fait un sacrifice pour elle. Mais la tâche n'est pas aussi simple qu'elle y paraît car une concurrente du nom d'Aimée D'amours s'annonce redoutable...